# 아노말리사
《아노말리사》(영어: Anomalisa)는 2015년 공개된 미국의 스톱모션 애니메이션 영화이다.